# Propulseur à force pondéromotrice
Le propulseur à force pondéromotrice, désigné en anglais sous le nom de Electrodeless Plasma Thruster (ElPT), désigne un type de propulseur électrique. Il entre dans la catégorie des propulseurs électromagnétiques.

## Histoire
Le concept de propulseur a été formulé par la société Elwing Company et est basé sur les recherches menées par les Dr Geller et Consoli au Commissariat à l'énergie atomique dans les années soixante.

## Principe de fonctionnement
Le Propulseur à force pondéromotrice utilise l'action combinée d'une onde électromagnétique non uniforme et d'un champ magnétique statique non uniforme qui communique une grande vitesse aux électrons du plasma qui, à leur tour, accélèrent les ions par l'intermédiaire du champ ambipolaire.